# Корчина (гміна)
Гміна Корчина (пол. Gmina Korczyna) — сільська гміна у східній Польщі. Належить до Кросненського повіту Підкарпатського воєводства.
Станом на 31 грудня 2011 у гміні проживало 10996 осіб.

## Територія
Згідно з даними за 2007 рік площа гміни становила 92.44 км², у тому числі:
- орні землі: 57.00%
- ліси: 36.00%

Таким чином, площа гміни становить 10.01% площі повіту.

## Історія
1 серпня 1934 р. було створено гміну Корчина в Коросненському повіті Львівського воєводства Польської республіки (1918—1939) рр.. До неї увійшли сільські громади: Ванівка (Венглювка), Воля Комборська, Іскриня, Комборня, Корчина, Красна, Кросцєнко Вижнє, Чорноріки.

## Населення
Станом на 31 грудня 2011:
| Опис     | Загалом | Загалом | Чоловіки | Чоловіки | Жінки | Жінки |
| -------- | ------- | ------- | -------- | -------- | ----- | ----- |
| одиниця  | осіб    | %       | осіб     | %        | осіб  | %     |
| все      | 10996   | 100     | 5389     | 49.01    | 5607  | 50.99 |
| міське   | 0       | 100     | 0        |          | 0     |       |
| сільське | 10996   | 100     | 5389     | 49.01    | 5607  | 50.99 |

## Населені пункти
- Ванівка (Венглювка)
- Воля Комборська
- Іскриня
- Комборня
- Корчина
- Красна
- Чорноріки

## Релігія
До виселення лемків у 1945 році в СРСР та депортації в 1947 році в рамках акції Вісла у селах гміни були греко-католицькі церкви парафій Короснянського деканату.:
- парафія Ванівка
- парафія Коростенка (Красна): Красна
- парафія Чорноріки

## Сусідні гміни
Гміна Корчина межує з такими гмінами: Вояшувка, Гачув, Кросьценко-Вижне, Небилець, Стрижів, Ясениця-Росельна.